# 利德號驅逐艦 (DD-79)
利德號驅逐艦（舷號DD-79）是一艘美國海軍建造的驅逐艦，為維克斯級驅逐艦的五號艦。她是美軍第一艘以利德為名的軍艦，以紀念美法准戰爭時期的海軍軍官佐治·伍利德（George Little）。
利德號在1917年於霍河造船廠開始建造，在同年下水，於1918年服役。接著利德號派往法國海域護航商船。戰後利德號留在大西洋執勤，在1922年退役。長期封存後，利德號改裝為高速運輸艦，在1940年重新服役。太平洋戰爭爆發後，利德號調往西南太平洋戰場，參與瓜島戰役。1942年9月5日利德號在運輸物資後，於薩沃島外遭日本帝國海軍艦隊發現，與姊妹艦格列高利號同遭擊沉。
利德號在第二次世界大戰共獲得兩枚戰鬥之星。